# Pain Practice
Pain Practice is een internationaal, aan collegiale toetsing onderworpen wetenschappelijk tijdschrift op het gebied van de anesthesiologie en neurologie. De naam wordt in literatuurverwijzingen meestal afgekort tot Pain Pract. Het wordt uitgegeven door Wiley-Blackwell namens het World Institute of Pain en verschijnt 4 keer per jaar.